# Chrysochlamys multiflora
Chrysochlamys multiflora là một loài thực vật có hoa trong họ Bứa. Loài này được Poepp. mô tả khoa học đầu tiên năm 1840.